# Tomás Urretavizcaya
Tomás Roberto Urretavizcaya (Chacabuco, Buenos Aires; 9 de septiembre de 1987) es un piloto argentino de automovilismo de velocidad, momentáneamente retirado. Hijo del reconocido piloto Roberto Urretavizcaya, Tomás saltó a la fama en el automovilismo nacional, luego de consagrarse campeón de la categoría TC Pista en el año 2009. Aquel triunfo, además de ser la primera corona a nivel nacional para Urretavizcaya, fue el primer título definido a través del sistema de Play Off instaurado por la Asociación Corredores de Turismo Carretera, cuyo premio es la denominada Copa de Plata "Río Uruguay Seguros". Gracias a este logro, consiguió ascender al Turismo Carretera, donde compartió pista con su padre, hecho que no se reeditaba desde las intervenciones de la Familia Di Palma, con Luis Rubén y sus hijos José Luis, Patricio y Marcos Di Palma.
En 2011 alternó dos categorías, compitiendo en el Turismo Carretera bajo la órbita del Castellano Power Team a bordo de un Dodge Cherokee, y en el Top Race V6 donde compitió identificando a sus coches con el número 151. Primeramente, compitió a bordo de un Volkswagen Passat V del equipo Halcón Motorsport, que corriera su padre Roberto, para luego pasar al equipo GT Racing, donde alternó entre un Ford Mondeo II y un Mercedes-Benz Clase C.
En 2012, decide apostar todo al Turismo Carretera, compitiendo a bordo de un Torino Cherokee, atendido por la escudería Fancio Competición, donde compitió hasta el año 2013. Tras esta incursión, detendría su actividad momentáneamente, volviendo a competir en 2014 dentro del TRV6 y retornando a partir de mediados del 2015 al TC Pista, donde compitió hasta 2016. En 2017 reincursionó en el Turismo Nacional, siendo convocado como piloto oficial de la marca Kia Motors, al comando de un Kia Cerato. Tras esta intervención, volvió a realizar una pausa en su actividad por tiempo indefinido, como producto de la salida de Kia del mercado automotor argentino.

## Biografía deportiva
Hijo de un reconocido piloto de Turismo Carretera como Roberto Urretavizcaya, Tomás Urretavizcaya debutó en la categoría GT 2000 a bordo de un prototipo ADA-Neon en el año 2005, participando en dos competencias. En el año 2006 debuta en la categoría TC Mouras, obteniendo el subcampeonato de la categoría en 2007 a bordo de un Ford Falcon y por detrás de Mario Ferrando. Tal posición obtenida, le permitió obtener el pase a la categoría TC Pista en el año 2008, categoría en la que debutara a bordo de un Ford Falcon, logrando un podio y una pole position en la primera carrera. Al año siguiente, cambia de marca para subirse a un Chevrolet Chevy atendido por la escudería de Pablo Satriano (mismo preparador que su padre en la división mayor). Con este modelo, compite todo el campeonato 2009, demostrando una amplia superioridad.
Ese año, la Asociación Corredores de Turismo Carretera implementó un sistema de definición del campeonato mediante la disputa de un Play Off en concordancia a lo implementado en el Turismo Carretera el año anterior. Urretavizcaya, obtendría la clasificación a esta instancia de manera anticipada, luego de haber obtenido tres victorias a lo largo de la Etapa Regular. Una vez obtenida esta instancia, finalmente conseguiría proclamarse campeón al vencer en el Play Off y siendo acreedor de la Copa de Plata "Río Uruguay Seguros", convirtiéndose también en el primer campeón de la categoría con esta nueva modalidad. de esta forma, Urretavizcaya también se vería beneficiado con un ascenso al TC.

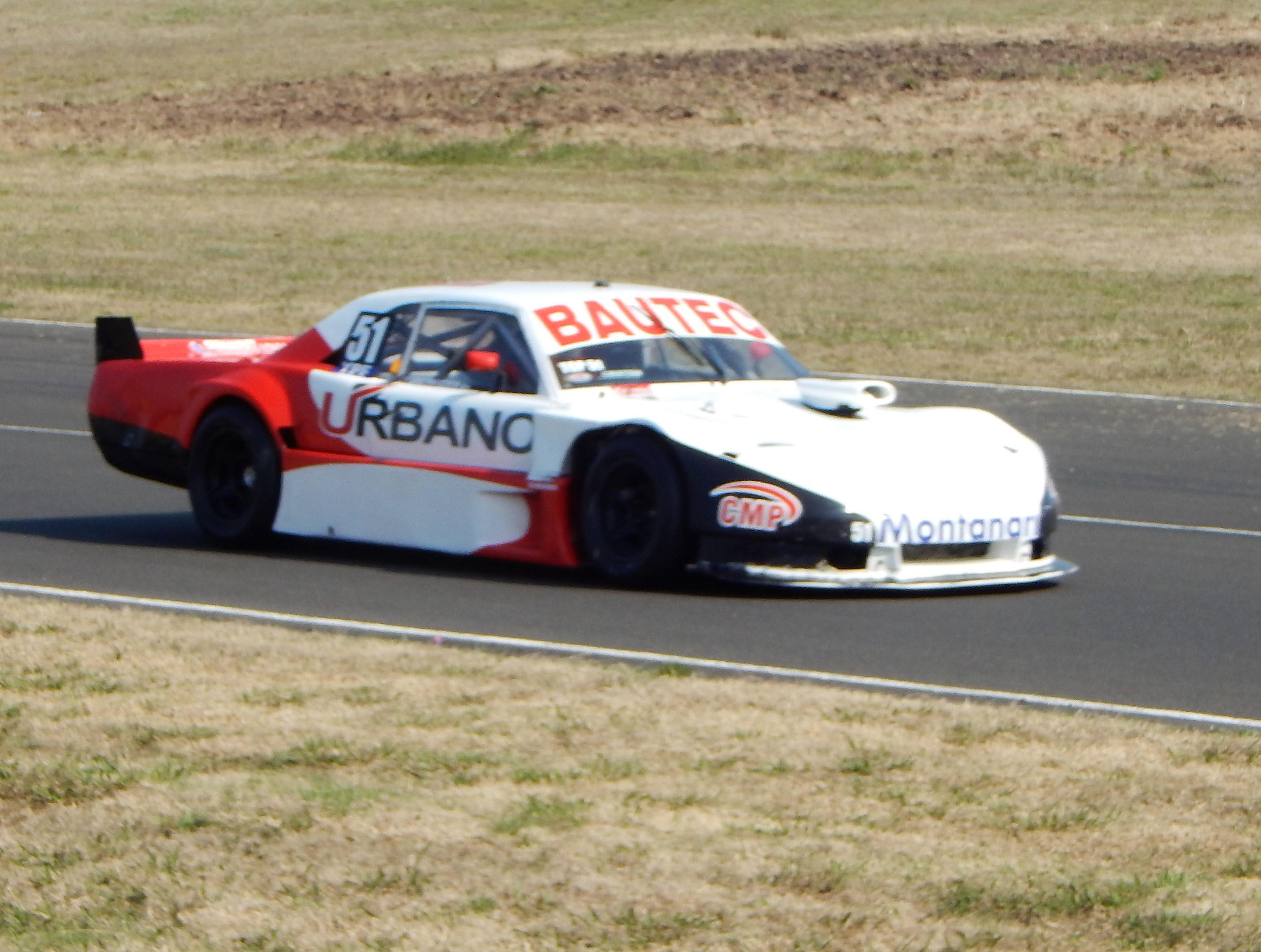
Tomás Urretavizcaya en la 8va fecha del campeonato 2015 del TC.

En 2010, debutó en el Turismo Carretera, corriendo a bordo de un Chevrolet Chevy, acompañando a su padre Roberto en la primera división. Sin embargo, los problemas económicos se hicieron presentes y dejaron a Tomás sin coche para seguir compitiendo. Finalmente, su padre le cedió la butaca de su Dodge Cherokee atendida por Oscar Castellano, con la cual finalizó el campeonato de Turismo Carretera en el 30.º lugar. Ese mismo año, debutó el 22 de noviembre en la Clase 3 del Turismo Nacional a bordo de un Renault Clío, donde fue partícipe de un múltiple accidente en la largada de la competencia final.
En 2011 renovaría el desafío de defender a la marca Dodge en el Turismo Carretera nuevamente bajo el ala del Castellano Power Team. Su padre por su parte, iniciaría una breve incursión en la categoría Top Race V6, la cual terminaría abandonando a las pocas carreras. Este accionar de Roberto Urretavizcaya, le allanaría el camino a Tomás para debutar en el TRV6, primeramente, piloteando el Volkswagen Passat V que dejara su padre y más tarde reemplazando a Esteban Tuero dentro de la escudería GT Racing. Al mismo tiempo, ambos Urretavizcaya volverían a compartir pista en una carrera de TC, con la incursión de Roberto a bordo de un Ford Falcon en la carrera de Junín. Finalmente, Tomás cerraría el año en la 32.ª posición en el TC con su Dodge Cherokee y en el TRV6 lo haría en la 30.ª posición, piloteando primeramente el coche de su padre y más tarde un Ford Mondeo II y luego un Mercedes-Benz Clase C del GT Racing.
En 2012 decide encarar una nueva etapa dentro del Turismo Carretera. Para ello, adquiriría la unidad Torino Cherokee que utilizara el piloto Norberto Fontana en la ex-escudería HAZ Racing Team. Al mismo tiempo, cambiaría de escudería al abandonar el Castellano Power Team, para confiarle la atención de su unidad al expiloto de TC Pista Alberto Fancio, comandante de su propia estructura Fancio Competición. De esta forma, sería la tercera marca que pilotearía Urretavizcaya dentro del TC mayor, luego de su debut con Chevrolet y su paso por Dodge.

## Trayectoria
| Año  | Categoría                              | Marca                  |
| ---- | -------------------------------------- | ---------------------- |
| 2002 | Karting                                | Categoría Senior SudAm |
| 2005 | GT 2000                                | ADA-Neon               |
| 2006 | Debut TC Mouras                        | Ford Falcon            |
| 2007 | Subcampeón TC Mouras                   | Ford Falcon            |
| 2008 | Debut en TC Pista                      | Ford Falcon            |
| 2008 | Debut en TC Pista                      | Chevrolet Chevy        |
| 2009 | Campeón de TC Pista                    | Chevrolet Chevy        |
| 2010 | Debut en Turismo Carretera             | Chevrolet Chevy        |
| 2010 | Debut en Turismo Carretera             | Dodge Cherokee         |
| 2010 | Clase 3 de Turismo Nacional, 1 carrera | Renault Clío           |
| 2011 | Turismo Carretera                      | Dodge Cherokee         |
| 2011 | Top Race V6                            | Volkswagen Passat      |
| 2011 | Top Race V6                            | Ford Mondeo II         |
| 2011 | Top Race V6                            | Mercedes-Benz Clase C  |
| 2012 | Turismo Carretera                      | Torino Cherokee        |
| 2013 | Turismo Carretera                      | Torino Cherokee        |
| 2014 | Top Race V6                            | Ford Mondeo III        |
| 2015 | TC Pista                               | Dodge Cherokee         |
| 2016 | TC Pista                               | Dodge Cherokee         |
| 2017 | Clase 3 del Turismo Nacional           | Kia Cerato             |

## Palmarés
| Año        | Categoría | Marca           | Año  |
| ---------- | --------- | --------------- | ---- |
| Subcampeón | TC Mouras | Ford Falcon     | 2007 |
| Campeón    | TC Pista  | Chevrolet Chevy | 2009 |

## Resultados

### Súper TC 2000
| Año  | Equipo          | Auto          | 1  | 2   | 3   | 4   | 5  | 6   | 7   | 8   | 9   | 10 | 11  | 12  | Res. | Puntos |
| ---- | --------------- | ------------- | -- | --- | --- | --- | -- | --- | --- | --- | --- | -- | --- | --- | ---- | ------ |
| 2013 |                 |               | BA | ROS | SJU | TOA | AG | TRH | JUN | SFE | GR  | LP | SMM | PDF | 26.º | 2      |
| 2013 | Fineschi Racing | Peugeot 408 I |    |     |     |     |    |     | 19  | 15† | 21† |    | 15  |     | 26.º | 2      |